# Значко-Яворський Трохим Карпович
Значко-Яворський Трохим Карпович (*2-га пол. 20-х рр. XVIII ст., Лубни — †після 1791, Лубни) — український політичний діяч доби Гетьманщини полковий осавул Лубенського полку, сотник 1-ї полкової сотні Лубенського полку, повітовий суддя. Вихованець Києво-Могилянської академії

## Біографія
Народився в сім'ї сотника 1-ї Лубенської сотні (1753–1764) Карпа Ілліча Значка, який 27 лютого 1766 отримав свідоцтво про свої родинні зв'язки зі шляхтичем Олександром Яворським, що жив у XVII столітті на Лубенщині і, за генеологічною легендою, походив з нащадків лицаря Геліяша Яворського, і став писатися подвійним прізвищем.
Батько Значка-Яворського піклувався про освіту своїх дітей, які спершу навчались вдома, а потім — у Києво-Могилянській академії. Він провів у стінах КМА близько 10 років.
Закінчив навчання, ймовірно, на початку 40-х років. Потім служив у Лубенській полковій канцелярії. З 1 травня 1754 — значковий товариш Лубенського полку, з 1764 — військовий канцелярист, з 4 жовтня 1764 — військовий товариш, сотник 1-ї полкової сотні Лубенського полку, з 5 березня 1770 — полковий осавул. Обирався засідателем Лубенського повітового суду, лубенським городничим, суддею Лубенського повітового суду (1791). За ним у Лубнах значився двір та одна бездвірна хата, а також маєтності у кількох селах на території Лубенського полку.